# Stefania evansi
Stefania evansi är en groddjursart som först beskrevs av George Albert Boulenger 1904.  Stefania evansi ingår i släktet Stefania och familjen Hemiphractidae. IUCN kategoriserar arten globalt som livskraftig. Inga underarter finns listade i Catalogue of Life.